# ディック・フォスベリー
リチャード・ダグラス・フォスベリー（Richard Douglas Fosbury, 1947年3月6日 - 2023年3月12日）はアメリカの陸上競技男子走高跳選手である。登録名の「ディック」は愛称。オレゴン州ポートランド出身。

## 主な成績
- 1968年メキシコシティーオリンピック金メダル（五輪新記録2m24）

## プロフィール

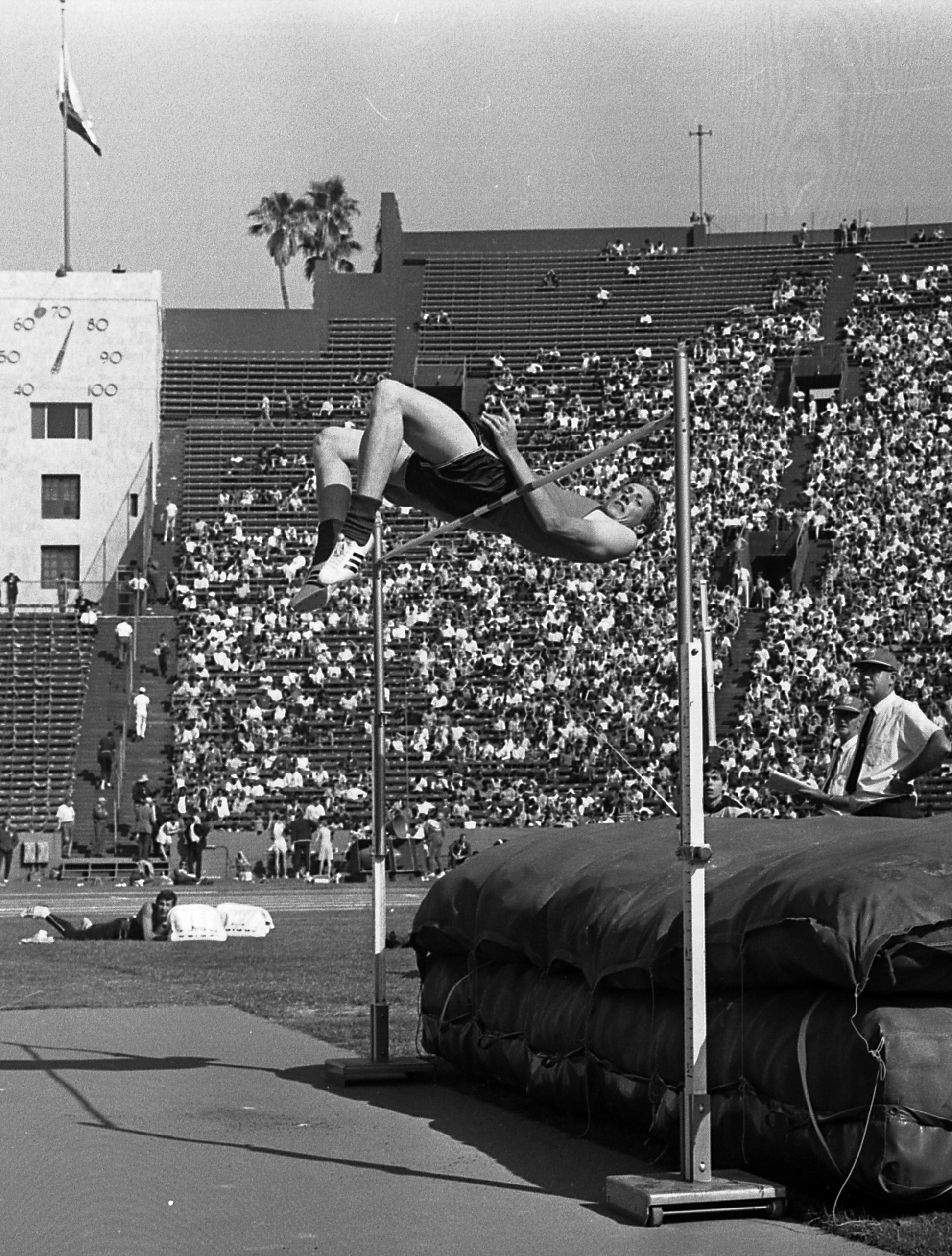
1968年7月、オリンピックの国内予選において背面跳びを行うフォスベリー

1968年メキシコオリンピック男子走高跳において、従来の跳躍スタイルであった『ベリーロール』より新しい跳躍スタイルである『背面跳び』を最初に世界的大会で実施した選手。当時この跳躍法は『フォズベリー・フロップ』と呼ばれ、走高跳の革命とまで称された。五輪の前年には「フォズの魔法使い」というあだ名が付いていた。以降のこの跳躍スタイルが一般化し、走高跳の記録向上に貢献することになった。
2019年1月、アイダホ州ブレイン郡の郡政委員（民主党）に就任。
2023年3月12日、悪性リンパ腫の再発のため死去。76歳没。